# Giornata della Cosmonautica
La Giornata della Cosmonautica (in russo День Космонавтики?, Den' Kosmonavtiki) è la festività celebrata il 12 aprile di ogni anno in Russia e in numerosi paesi dell'ex-Blocco orientale (Unione Sovietica e patto di Varsavia), ricorrenza che commemora la prima volta dell'uomo nello Spazio. 
È stata fissata il 9 aprile 1962, per decreto del Soviet Supremo dell'URSS, in commemorazione del primo volo orbitale umano compiuto dall'allora ventisettenne Jurij Gagarin il 12 aprile 1961.